# Doretta Maria Loschelder
Doretta Maria Loschelder (* 1944 in Freiburg im Breisgau) ist eine ehemalige deutsche Diplomatin, die von 1995 bis 1999 Botschafterin in Burkina Faso, zwischen 2001 und 2005 in der Demokratischen Republik Kongo sowie von 2005 bis 2009 im Senegal war.

## Leben
Nach dem Abitur absolvierte Doretta Maria Loschelder ein Studium der Rechtswissenschaften und trat anschließend 1978 in den auswärtigen Dienst ein. Nach Abschluss der Laufbahnprüfung fand sie Verwendung am Generalkonsulat in Osaka-Kōbe und danach von 1982 bis 1985 an der Botschaft in Israel. Nach einer darauf folgenden Tätigkeit in der Zentrale des Auswärtigen Amtes in Bonn war sie von 1988 bis 1991 Leiterin der Kulturabteilung an der Botschaft in der Volksrepublik China sowie anschließend wieder Mitarbeiterin im Auswärtigen Amt in Bonn.
1995 wurde sie zur Botschafterin in Burkina Faso ernannt und bekleidete dieses Amt bis 1999. Nach einer anschließenden Verwendung als Referatsleiterin für das Südliche Afrika im Auswärtigen Amt in Berlin wurde sie 2001 zur Botschafterin in der Demokratischen Republik Kongo berufen und dort Nachfolgerin von Helmut Ohlraun.
Im Anschluss wurde sie zuletzt 2005 Botschafterin im Senegal, während Reinhard Buchholz ihr Nachfolger in der Demokratischen Republik Kongo wurde. Zum Ende ihrer dortigen Tätigkeit hatte sie im März 2009 Fahrzeuge des Technischen Hilfswerks an die senegalesische Polizei übergeben. Am 30. Juni 2009 wurde sie in den Ruhestand versetzt und als Botschafterin im Senegal von Christian Clages abgelöst, der zuvor Botschafter in Ruanda war.